# Vřesník
Vřesník je obec v okrese Jičín v Královéhradeckém kraji. Žije v ní 103 obyvatel.

## Historie
První písemná zmínka o obci pochází z roku 1338.

## Obyvatelstvo
| Rok            | 1869 | 1880 | 1890 | 1900 | 1910 | 1921 | 1930 | 1950 | 1961 | 1970 | 1980 | 1991 | 2001 | 2011 | 2021 |
| -------------- | ---- | ---- | ---- | ---- | ---- | ---- | ---- | ---- | ---- | ---- | ---- | ---- | ---- | ---- | ---- |
| Počet obyvatel | 212  | 212  | 278  | 248  | 225  | 213  | 188  | 130  | 123  | 116  | 117  | 107  | 96   | 86   | 99   |
| Počet domů     | 38   | 39   | 42   | 41   | 43   | 43   | 44   | 48   | 37   | 31   | 27   | 34   | 45   | 48   | 45   |

## Obecní správa
Mezi lety 1850–1960 byl Vřesník obcí v okrese Hradec Králové (1850–1890), posléze v okrese Nová Paka (1900–1930), poté v okrese Hořice (1950) a později v okrese Jičín. V letech 1960–1976 patřil jako část obce k Tetínu. Od 30. dubna 1976 do 23. listopadu 1990 patřil jako část města k Miletínu a od 24. listopadu 1990 je opět samostatnou obcí.

### Obecní symboly
Znak a vlajka byly obci uděleny rozhodnutím předsedkyně Poslanecké sněmovny Parlamentu České republiky dne 12. dubna 2024.

## Pamětihodnosti
- Přírodní památka Kalské údolí

## Osobnosti
- Jan Nálevka (1856–1945), spisovatel a básník, pseudonym Jan Vřesnický